# Anneberg, Nässjö kommun
Anneberg, eller Smålands Anneberg, är en tätort i Norra Solberga socken i Nässjö kommun i Jönköpings län.

## Historik
Fanjunkaren August Kullberg ägde på 1860-talet Stora Knapparps gård i Norra Solberga socken. Han etablerade en fabrik i socknen och började med tillverkning av ättika, stärkelse och konstgjorda kaffebönor. År 1866 började fosforstickor produceras i Annebergs tändsticksfabrik, som fick namnet "Anneberg" efter Kullbergs fru Anna.
Tillverkningen till en början blygsam, och en del av arbetet utfördes i hemmen. År 1896 köptes fabriken upp av Fredrik Löwenadler i Trummer & Co i London. I samband med detta byggdes arbetarbostäder och nya fabrikslokaler. Disponent för fabriken var brodern Carl Oskar Löwenadler, som också var initiativtagare till den smalspåriga Anneberg-Ormaryds järnväg. Järnvägsstationen Smålands Anneberg var i drift mellan den 29 mars 1909 och den 1 januari 1935.
Samhället Anneberg växte upp kring fabriken och fick namnet Smålands Anneberg efter järnvägsstationen, som fått sitt utförliga namn för att skilja den från den redan existerande Annebergs station i Tölö socken i Halland.  Sedan denna lagts ned 1970 ändrades ortnamnet 1979 tillbaka till endast Anneberg.

### Befolkningsutveckling
| Befolkningsutvecklingen i Anneberg 1900–2020                                                                                  | Befolkningsutvecklingen i Anneberg 1900–2020 | Befolkningsutvecklingen i Anneberg 1900–2020 | Befolkningsutvecklingen i Anneberg 1900–2020 | Befolkningsutvecklingen i Anneberg 1900–2020 |
| --- | -------------------------------------------- | -------------------------------------------- | -------------------------------------------- | -------------------------------------------- |
| |                                              |                                              |                                              |                                              |
| År |                                              |                                              | Folkmängd                                    | Areal (ha)                                   |
| 1900 | 1900                                         |                                              | 605                                          | †                                            |
| 1920 | 1920                                         |                                              | 950                                          | ##                                           |
| 1930 | 1930                                         |                                              | 1 064                                        | ##                                           |
| 1935 | 1935                                         |                                              | 856                                          | ##                                           |
| 1940 | 1940                                         |                                              | 825                                          | ##                                           |
| 1945 | 1945                                         |                                              | 861                                          | ##                                           |
| 1950 | 1950                                         |                                              | 942                                          | ##                                           |
| 1960 | 1960                                         |                                              | 827                                          |                                              |
| 1965 | 1965                                         |                                              | 924                                          |                                              |
| 1970 | 1970                                         |                                              | 940                                          |                                              |
| 1975 | 1975                                         |                                              | 882                                          |                                              |
| 1980 | 1980                                         |                                              | 1 028                                        |                                              |
| 1990 | 1990                                         |                                              | 967                                          | 96                                           |
| 1995 | 1995                                         |                                              | 962                                          | 96                                           |
| 2000 | 2000                                         |                                              | 913                                          | 98                                           |
| 2005 | 2005                                         |                                              | 874                                          | 98                                           |
| 2010 | 2010                                         |                                              | 833                                          | 98                                           |
| 2015 | 2015                                         |                                              | 834                                          | 115                                          |
| 2020 | 2020                                         |                                              | 859                                          | 118                                          |
| Anm.: 1940-1950 som Smålands Anneberg. † Som köpingsliknande samhälle 1900. ## Som tätort/befolkningsagglomeration 1920–1950. |                                              |                                              |                                              |                                              |

## Näringsliv
Tillverkningen i Annebergs tändsticksfabrik vid Svartån lades ned 1934. Från 1937 ersattes tändstickstillverkningen av produktion av vaxduk i samma lokaler under namnet Svenska Vaxduksfabriken. Senare drev ECO Tapeter tillverkning av tapeter i dessa fabrikslokaler fram till 2003.
Idag är det 1956 grundade Flexator AB, tillverkare av moduler för olika slags byggnader, ortens dominerande företag.

## Övrigt
Strax öster om Anneberg ligger folkparken Pilaboparken, som invigdes 1923.

## Bildgalleri

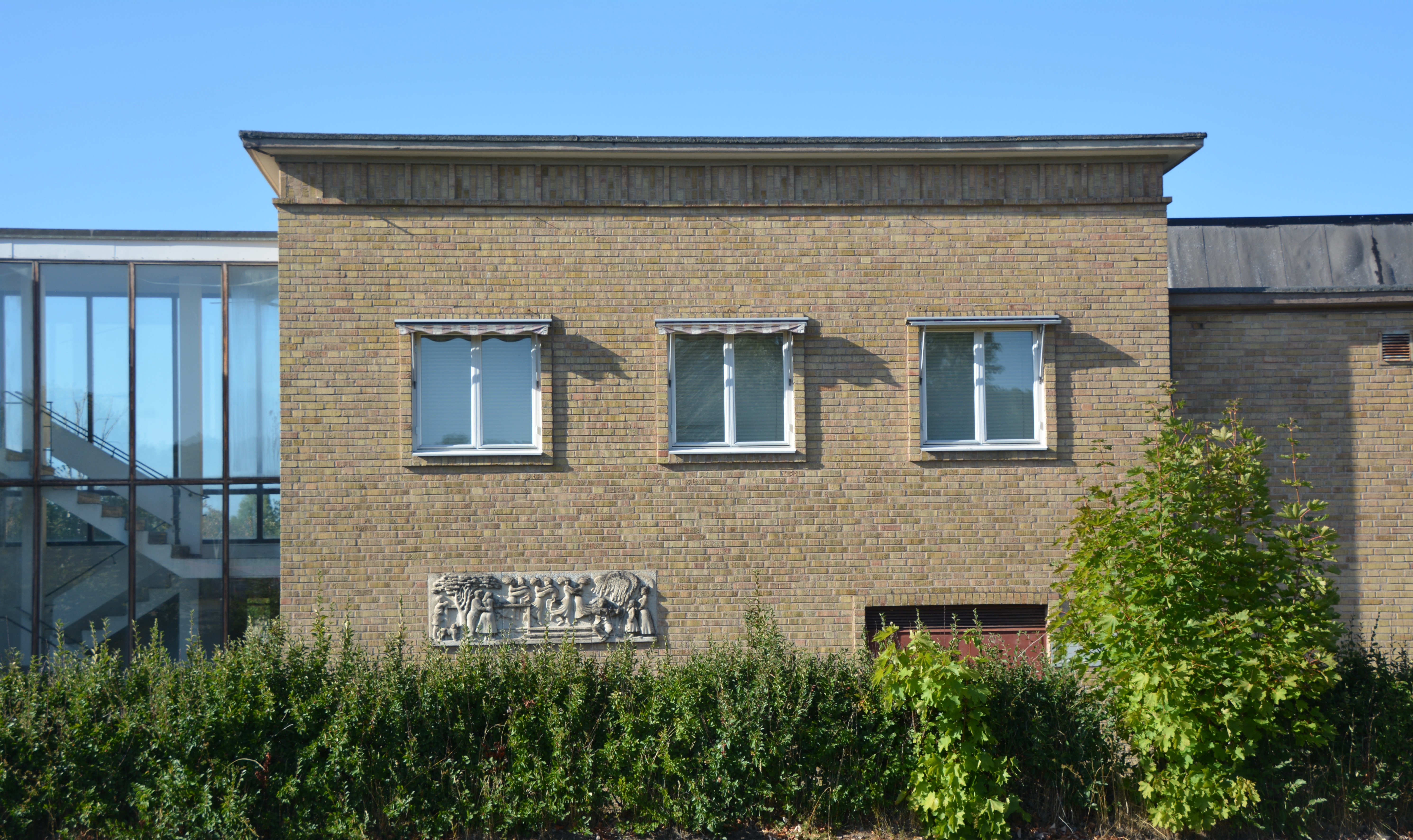
Kontorsbyggnaden på Annebergs tändsticksfabrik, senare Svenska Vaxduksfabriken
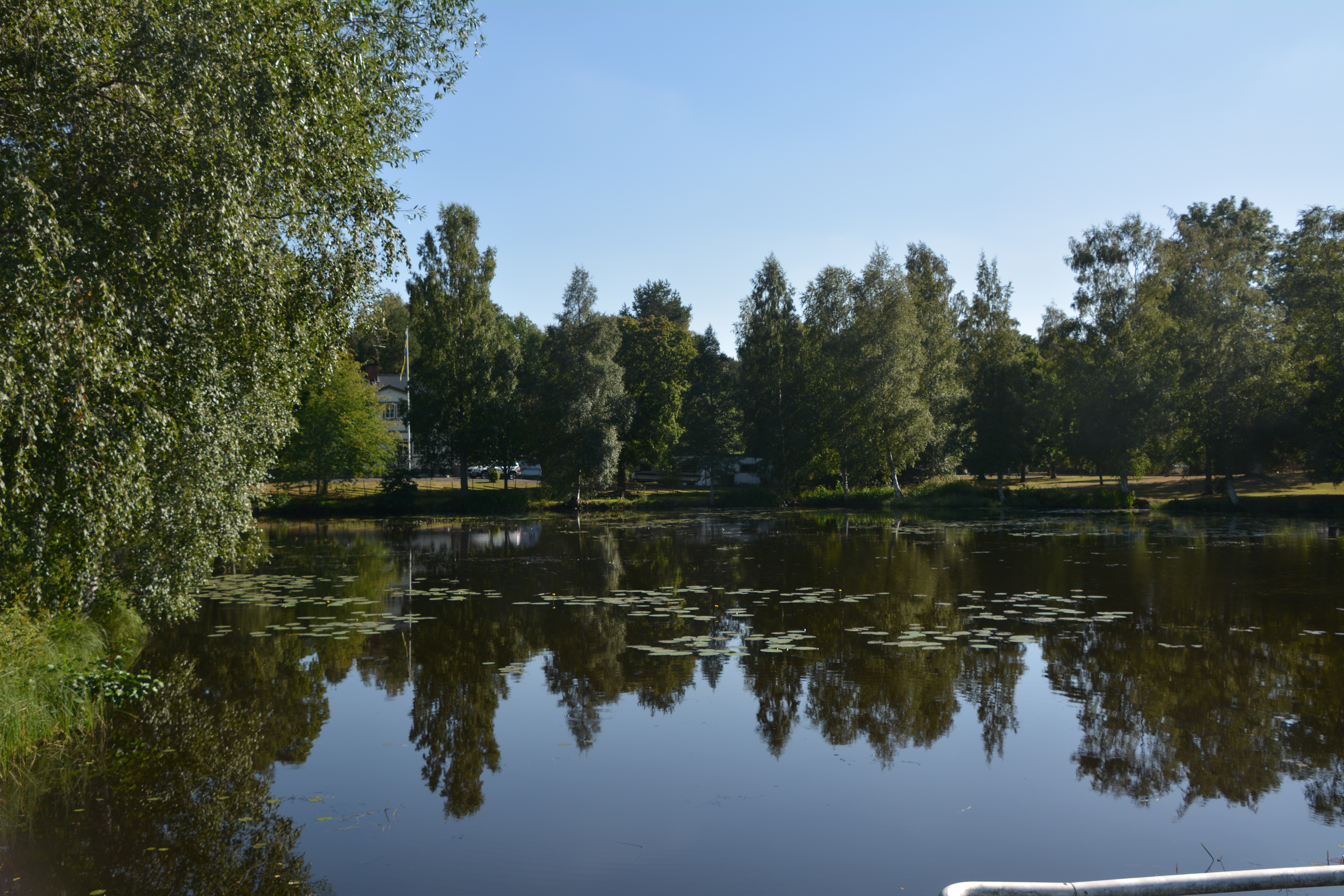
Pilabo kvarndamm
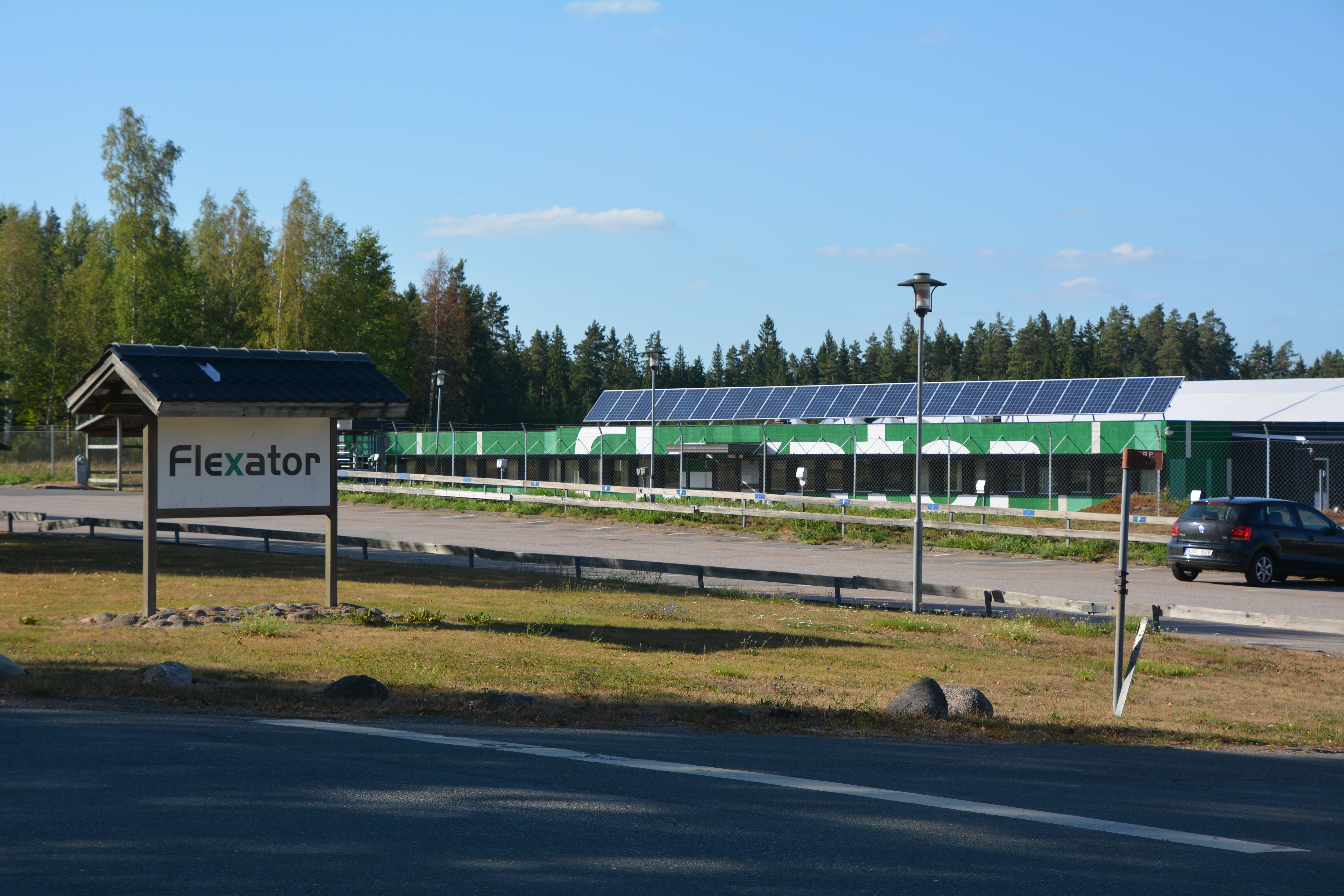
Flexators huvudkontor och fabrik
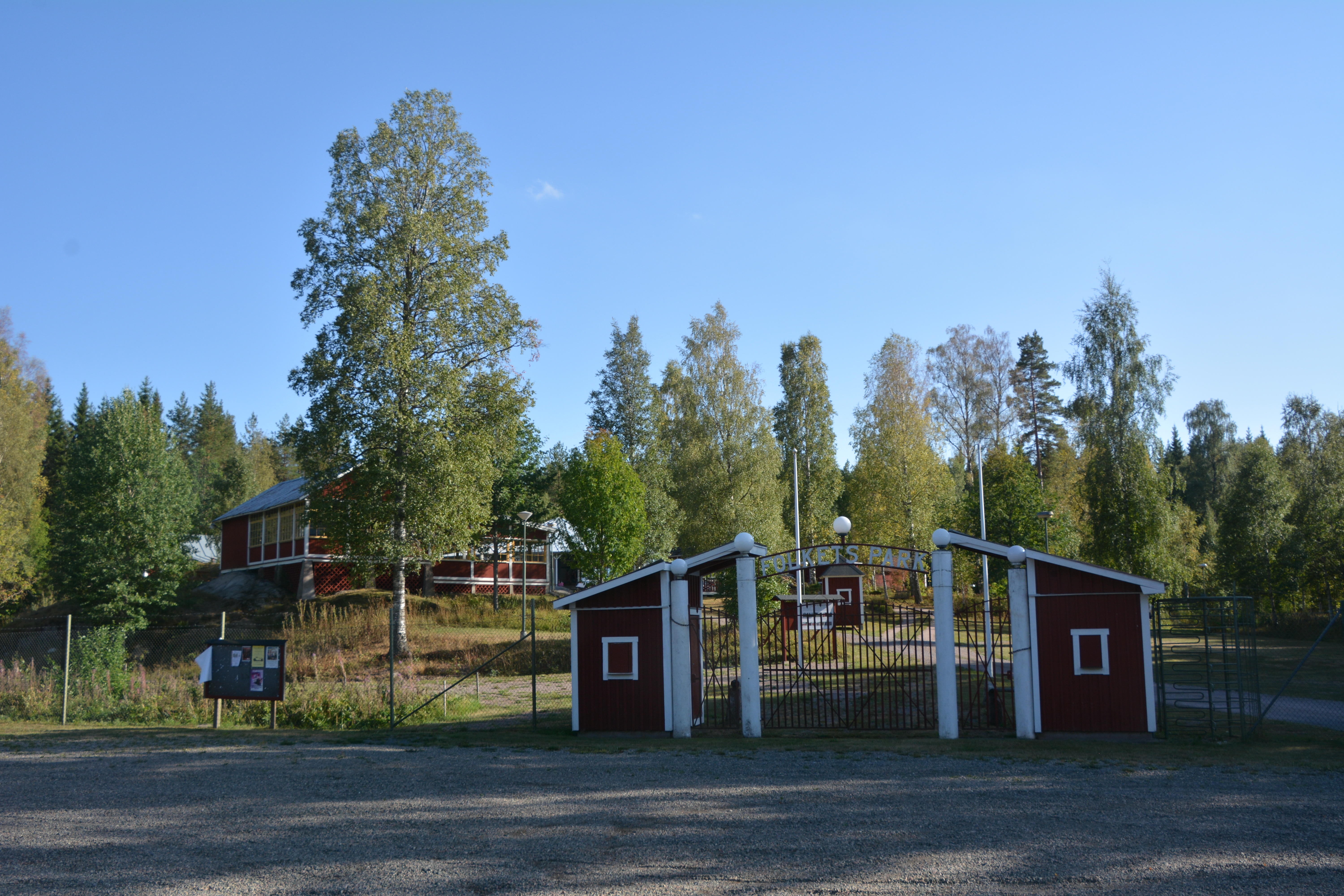
Pilaboparken